# Fast Color
Fast Color (bra: Poderes Extraordinários; prt: Invisível nas Cores) é um filme estadunidense de 2018, dos gêneros suspense, drama e ficção científica, dirigido por Julia Hart e estrelado por Gugu Mbatha-Raw, Lorraine Toussaint, Saniyya Sidney, Christopher Denham e David Strathairn. Estreou no festival South by Southwest em 10 de março de 2018, e foi lançado nos Estados Unidos em 19 de abril de 2019.

## Elenco
- Gugu Mbatha-Raw como Ruth.
- Lorraine Toussaint como Bo.
- Saniyya Sidney como Lila, filha de Ruth.
- Christopher Denham como Bill.
- David Strathairn como Ellis.
- Levi Dylan Martinez como Henry.

## Recepção
No site agregador de críticas Rotten Tomatoes, 80% das 30 resenhas dos críticos são positivas, com uma classificação média de 6,1/10. O consenso do site diz: "Uma história fundamentada de super-heróis com mais em mente do que socar bandidos, Fast Color supera a execução irregular com uma performance singular de Gugu Mbatha-Raw." O Metacritic, que usa uma média ponderada, atribuiu ao filme uma pontuação de 64 em 100, baseado em 21 críticos, indicando críticas "geralmente favoráveis".